# Illice
Illice este un gen de insecte lepidoptere din familia Arctiidae.

## Specii[1]
- Illice abala
- Illice albizonea
- Illice angelus
- Illice apicipicta
- Illice barnesi
- Illice batialis
- Illice bellicula
- Illice biota
- Illice bisigna
- Illice blanda
- Illice bonitensis
- Illice calochroma
- Illice citrina
- Illice conjuncta
- Illice costimacula
- Illice croesus
- Illice cryptopyra
- Illice deceptans
- Illice deserta
- Illice discistriga
- Illice ditrigona
- Illice dives
- Illice dorsimacula
- Illice endoxantha
- Illice fasciata
- Illice faustinula
- Illice flagrans
- Illice flava
- Illice flavicosta
- Illice flavizonata
- Illice fusca
- Illice fuscilingua
- Illice gamma
- Illice grisea
- Illice griseola
- Illice hilaris
- Illice injecta
- Illice intacta
- Illice interrupta
- Illice introbasalis
- Illice juanita
- Illice kentuckiensis
- Illice leuconotum
- Illice liberomacula
- Illice lincea
- Illice longistriga
- Illice lycomorphodes
- Illice mediofasciata
- Illice metoxia
- Illice mexicana
- Illice minuta
- Illice nexa
- Illice nigromaculata
- Illice opulenta
- Illice opulentana
- Illice orbonella
- Illice pacata
- Illice packardi
- Illice perrosea
- Illice persimilis
- Illice petrovna
- Illice phaeoceps
- Illice plumbea
- Illice polyzona
- Illice pygmaea
- Illice rhodocraspis
- Illice rosacea
- Illice roseiceps
- Illice rubricollis
- Illice ruficollis
- Illice ruptifascia
- Illice schwartziorum
- Illice sexalata
- Illice striata
- Illice stupidalis
- Illice subjecta
- Illice subrubra
- Illice subrufa
- Illice tenuifascia
- Illice tessellata
- Illice texensis
- Illice trimaculata
- Illice triplaga
- Illice triplagiata
- Illice tyres
- Illice unifasciata
- Illice uniplaga
- Illice vilaricensis
- Illice xanthospila